# Gyula Kristó
Gyula Kristó (11 de julho de 1939 - 24 de janeiro de 2004) foi um historiador húngaro e membro da Academia Húngara de Ciências.

## Vida
Gyula Kristó nasceu em Orosháza em 11 de julho de 1939. Ele estudou na Universidade József Attila Szeged entre 1957 e 1962.

## Prêmios
- Para a Bulgária de 1300 anos (1981)
- Prêmio Albert Szentgyörgyi (1994)

## Trabalho
- A vármegyerendszer kialakulása Magyarországon [O desenvolvimento dos condados da Hungria] (1988)
- A magyar állam megszületése [O nascimento do estado húngaro]